# Kommunalka

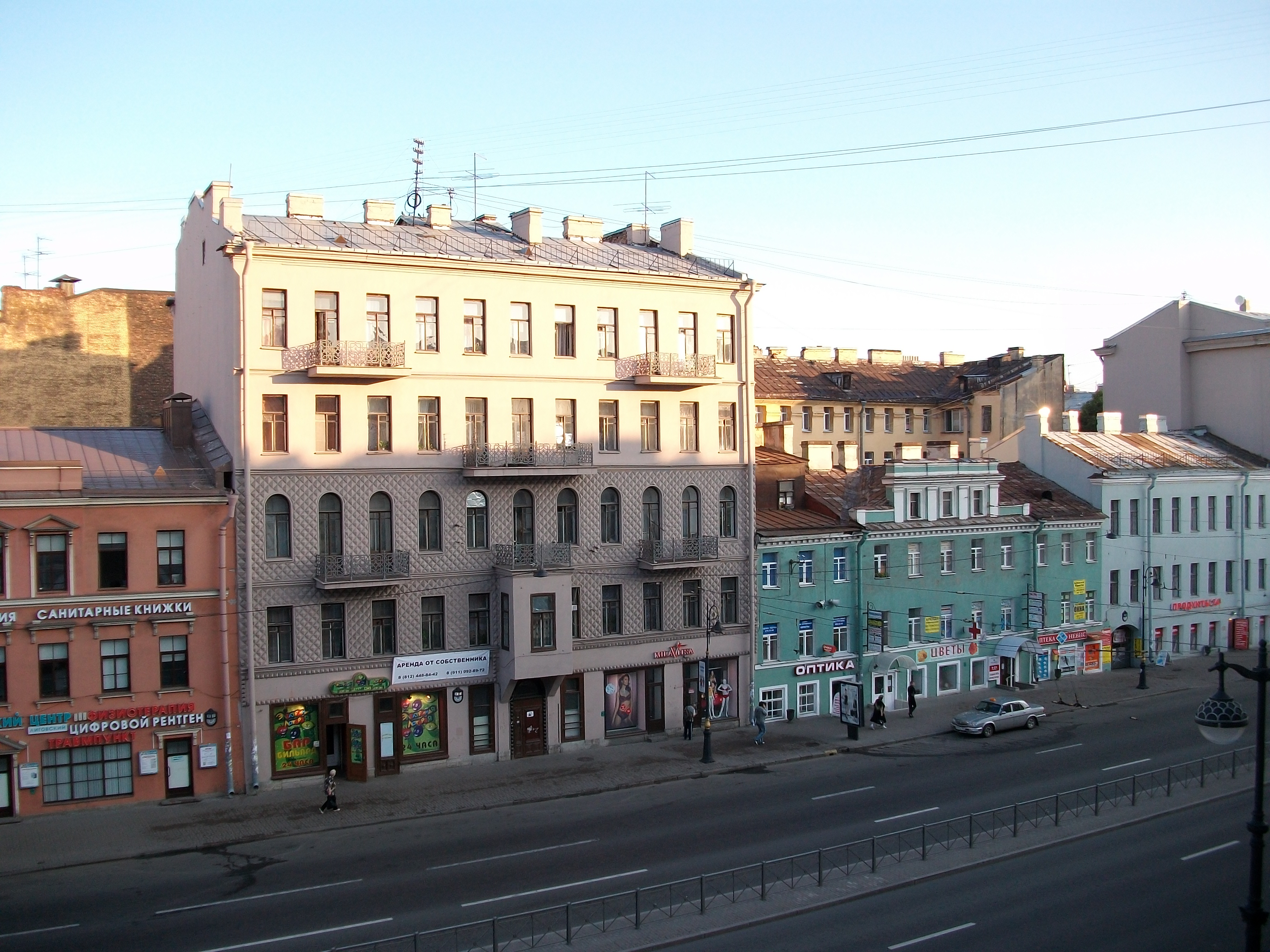
Bérházak a Ligovszkij sugárúton, Szentpétervár

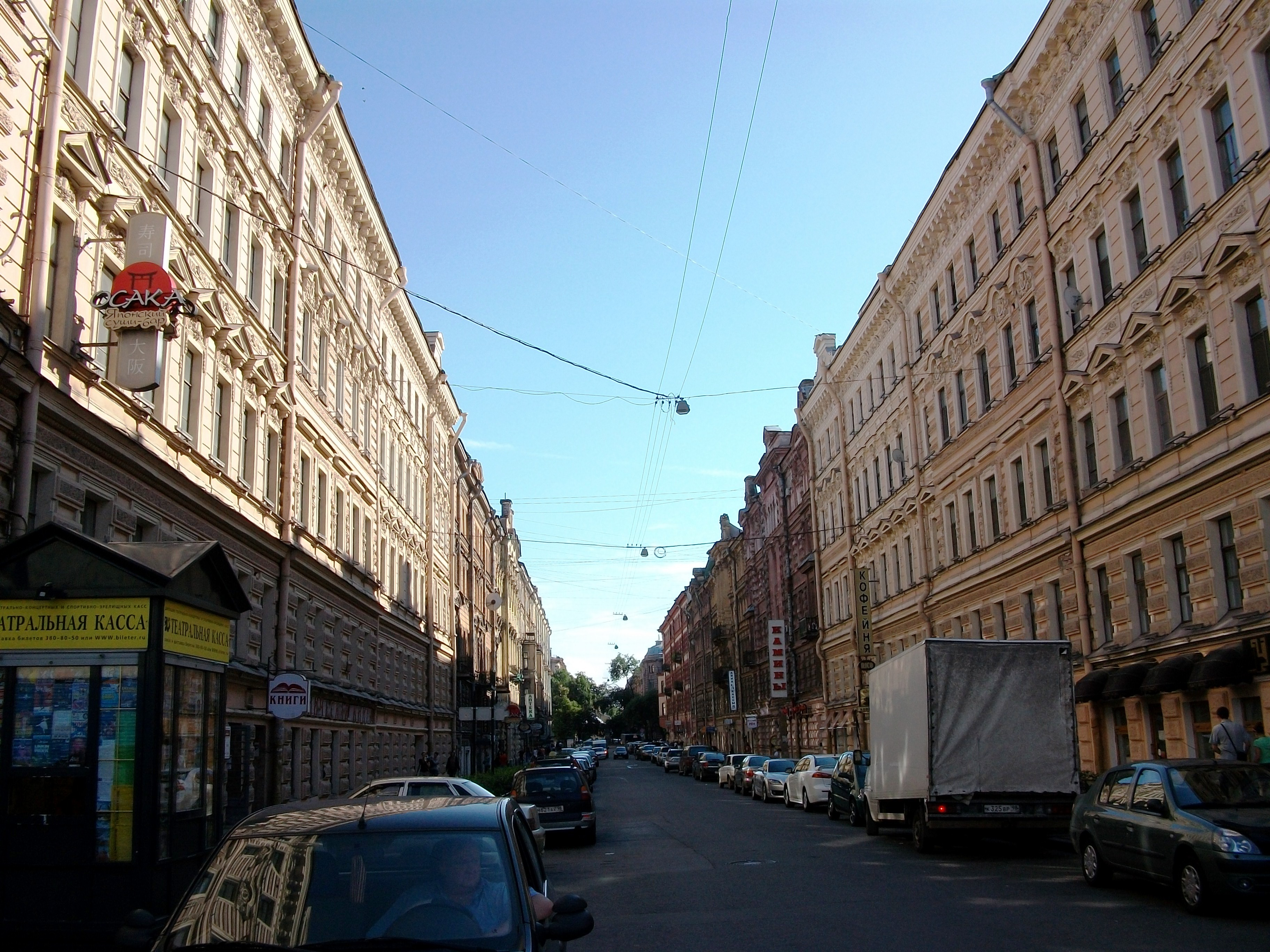
Kisebb utca a Nyevszkij sugárút mellett, Szentpétervár

A kommunalka (oroszul: коммуналка) a társbérlet egy sajátos formája a volt Szovjetunió országaiban, legtömegesebben Szentpéterváron fordul elő, mivel a korábbi orosz fővárosban található a legtöbb bérház. A kommunalkában élő családok szoros lakóközösséget képeznek, a megosztott lakásban egy családra egy, jobb esetben több szoba jut, a hálószobán kívül azonban minden helyiség (fürdőszoba, konyha stb.) közös használatú.

## Története
A szovjet tervutasításos gazdaság rugalmatlanságából és az anyagi források szűkösségéből adódóan a Szovjetunió fennállása során folyamatosan jellemző volt a lakáshiány. Az Októberi Forradalom után a mesterségesen előidézett urbanizáció miatt tömegek vándoroltak a nagyobb városokba és ipari központokba (Moszkva, Szentpétervár, Urál-vidék) ahol a lakásépítések üteme nem tudott lépést tartani a népességnövekedéssel. A lakáshiányt enyhítendő kényszermegoldásként vált általánossá a kommunalka az 1930-as években. Szentpéterváron már a 18. századtól, tehát a város alapításától kezdve ismert jelenség volt a társbérlet, tömegessé viszont csak a sztálini időszakban vált. A nagyobb lakásokat az állam kisajátította, elvette korábbi "polgári", "burzsoá" tulajdonosaiktól, egy hálószobát egy családnak utaltak ki, a fürdőszobát, konyhát és az ebédlőt közös használatúvá tették. A lakáshiány enyhítése mellett fontos szerepe volt az emberek közösségközpontúvá nevelésében is. Általában egy gyári munkás egy szobát kapott, ahol az egész család, gyerekek, szülők és nagyszülők aludtak. A zsúfoltság és az intim szféra részlegessége vagy teljes hiánya negatívan hatott az emberek személyiségfejlődésére. Sok esetben a társbérleti közösség lakói valóban összetartó közösséget alakítottak ki, de nem az volt a jellemző, a legtöbb kommunalkában rendszeresek voltak a nézeteltérések. Az 1960-as évektől igyekeztek a társbérleteket felszámolni, sok család a külvárosban épült panel lakótelepeken kapott önálló lakást, sok nagy bérházi lakást több részre osztottak, saját fürdőszobát és konyhát alakítva ki. Manapság a legjellemzőbb Szentpéterváron, ahol a népesség hozzávetőlegesen 30%-a még mindig ilyen társbérletekben él (2009). 2005-ben ez az arány még 40% volt, a korai szovjet időkben pedig a többség kényszerült ilyen körülmények között élni mindennapjait. A kommunalkák ma a város leglepusztultabb lakásai.